# Exetastes crassivena
Exetastes crassivena là một loài tò vò trong họ Ichneumonidae.